# 謝東春
謝東春（1938年2月27日—），臺灣臺中縣石岡鄉（今臺中市石岡區）人。畢業於私立僑光商專企管科，曾任為臺中縣石岡鄉鄉長及臺灣省議會議員。

## 簡歷
謝東春曾擔任臺中縣民眾服務分社專員，其後參選石岡鄉第六屆鄉長，以高票當選，之後又連任第七屆鄉長。任滿後應邀至臺灣省議會擔任秘書，並兼任國民黨臺中縣黨部委員，處理地方黨務。
1981年（民國70年），謝東春當選為臺灣省議會第七屆省議員，積極參與黨政事務。其後當選中國國民黨第十二次全國代表大會代表，進入權力核心。1985年（民國74年）再度當選為第八屆省議員。在省議會任職期間，其問政重點在於拓寬道路工程、重建農村、改善基層單位缺乏技術人員問題、鐵路局經營問題、水土保持、大漢溪污染問題等。